# 素粒子

標準模型に含まれる17の素粒子

素粒子（、英: elementary particle）とは、物質を構成する最小の単位のことである。基本粒子とほぼ同義語である。

## 概要

標準模型による素粒子の相互作用の説明

素粒子はそれが従う統計によって二種類に分類され、フェルミ統計に従う粒子をフェルミ粒子、ボース統計に従う粒子をボース粒子と呼ぶ。現時点で存在が知られているフェルミ粒子はクォークとレプトンとに分類される。一方、現時点で知られているボース粒子には、素粒子間の相互作用を伝達するゲージ粒子と、素粒子に質量を与えるヒッグス機構に関連して現れるヒッグス粒子とがある。ゲージ粒子のうち、重力を媒介するとされる重力子（グラビトン）は未発見である。
素粒子の大きさは分かっておらず、大きさが無い（点粒子）とする理論と、非常に小さいがある大きさを持つとする理論がある。
標準模型（標準理論）では素粒子には大きさが無い（点粒子）ものとして扱っており、現時点では実験結果と矛盾が生じていない。ただし、点粒子は空間が最小単位の存在しない無限に分割可能な連続体であることを前提としているが、標準模型で扱うスケールより15桁以上小さいスケール（プランク長スケール）においては、空間が連続的であるか離散的であるかは判明していない。離散的である場合には点粒子として扱えない。
超弦理論においては全ての素粒子は有限の大きさを持つひもの振動状態であるとされる。
我々が普段目にする物質は（微小な、あるいは大きさが無い）素粒子からできているにもかかわらず、有限の大きさを持っている。それは、複数の素粒子が運動する有限の領域が、ハドロンや原子などの大きさを持つ粒子を構成することによる。
素粒子のうちほとんどのものは、自然界に単独で安定的に存在しているわけではないので、宇宙線の観測や加速器による生成反応により発見・研究された。素粒子の様々な性質を実験で調べ、それを理論的に体系化していくこと、及び理論的に予言される素粒子を実験で探索していくことが、素粒子物理学の研究目的である。

## 素粒子の分類
素粒子に限らない粒子の分類としては、ローレンツ変換の下での変換性を表すスピンによって大きく分類され、スピン0でスカラーとして変換するスカラー粒子、スピン1でベクトルとして変換するベクトル粒子、スピン1/2でスピノルとして変換するスピノル粒子などがある。スピン統計定理により、整数スピンの粒子はボース統計に従うボース粒子であり、半整数スピンの粒子はフェルミ統計に従うフェルミ粒子である。
素粒子の分類としては、理論における役割に基づいて大別され、素粒子間のゲージ相互作用を媒介するゲージ粒子、ヒッグス機構に関連したヒッグス粒子、物質を構成する物質粒子（matter particle, matter fermion）がある。
超対称性を持つ理論においては、超対称粒子（super partner）が導入される。

### ゲージ粒子
素粒子間のゲージ相互作用を媒介する粒子であり、理論の持つゲージ対称性に対応した粒子が導入される。標準模型におけるゲージ粒子はベクトル粒子である。
光子（フォトン）
電磁相互作用を媒介するゲージ粒子で、ガンマ線の正体であり γ で表されることが多い。
ウィークボソン
弱い相互作用を媒介するゲージ粒子で、質量を持つ。
Wボソン
電荷±1をもつウィークボソンで、ベータ崩壊を起こすゲージ粒子である。W+, W−で表され、互いに反粒子の関係にある。
Zボソン
電荷をもたないウィークボソンで、ワインバーグ＝サラム理論により予言され、後に発見された。Z0 と書かれることもある。
グルーオン
強い相互作用を媒介するゲージ粒子で、カラーSU(3)の下で8種類存在する（8重項）。
XボソンとYボソン
ジョージ＝グラショウ模型において導入される未発見のゲージ粒子である。
重力子（グラビトン）
重力を媒介する未発見のゲージ粒子で、スピン2のテンソル粒子と考えられている。

### ヒッグス粒子
ヒッグス機構によりゲージ対称性が自発的に破れた後に残る粒子がヒッグス粒子である。単にヒッグス粒子と呼ぶ場合はグラショウ＝ワインバーグ＝サラム模型において電弱対称性を破るヒッグス二重項を指す場合が多いが、これに限らずヒッグス三重項や、大統一理論のゲージ対称性を破るヒッグス粒子なども考えられている。

### 物質粒子
物質を構成する粒子であり、ゲージ変換の下での変換性を表すチャージによって大別される。標準模型の範囲では、カラーチャージと電荷が同一の粒子が3世代ずつ発見されており、世代数が大きいほど質量が大きい傾向にある。ただし、ニュートリノについては現在の標準模型を超える物理であり、未解明な部分がある。
クォーク
カラーチャージを持ち、強い相互作用をする物質粒子である。カラーの閉じ込めによりハドロンを構成する。
上系列クォーク（up-type quark）
電荷 +2/3 を持つクォークで、それぞれに反粒子が存在する。
- アップクォーク（u）
- チャームクォーク（c）
- トップクォーク（t）

下系列クォーク（down-type quark）
電荷 −1/3 を持つクォークで、それぞれに反粒子が存在する。
- ダウンクォーク（d）
- ストレンジクォーク（s）
- ボトムクォーク（b）

レプトン
カラーチャージを持たず、強い相互作用をしない物質粒子である。
荷電レプトン（charged-lepton）
電荷 −1 を持つレプトンで、それぞれに反粒子が存在する。
- 電子 (e)

原子の構成要素として一般によく知られる。電子の反粒子は陽電子と呼ばれる。
- ミュー粒子（μ）
- タウ粒子（τ）

ニュートリノ
電荷を持たないレプトンで、標準模型の範囲では反粒子の存在が必然ではない。
- 電子ニュートリノ（νe）
- ミューニュートリノ（νμ）
- タウニュートリノ（ντ）